# Tetenco
Tetenco es una localidad del estado mexicano de Morelos. Es parte del municipio de Tepoztlán. Fue fundada el 30 de junio de 2004.

## Toponimia
El nombre «Tetenco» proviene de los términos en náhuatl: tetl, piedra; tentli, orilla; co, locativo. Su significado es «En la orilla del pedregal».

## Demografía
| Censo | Población |
| ----- | --------- |
| 2010  | 341       |
| 2020  | 1087      |